# Dermatoskopia
Dermatoskopia – metoda diagnostyczna stosowana do oceny zmian skórnych.
Pozwala ona w gabinecie lekarza bez pobierania wycinków tkankowych stwierdzić, czy dana zmiana barwnikowa jest groźna, czy nie. Ma szczególne znaczenie w diagnostyce różnicowej czerniaka złośliwego.
Urządzeniem używanym przez lekarza jest dermatoskop, czyli połączenie lupy o powiększeniu 10–20× z wystandaryzowanym źródłem światła, co pozwala uzyskiwać wystandaryzowane obrazy, które następnie mogą być obiektywnie ocenione przez lekarza.
Duża zaletą dermatoskopii jest to, iż jest ona metodą nieinwazyjną, tanią, a samo badanie trwa kilka minut.

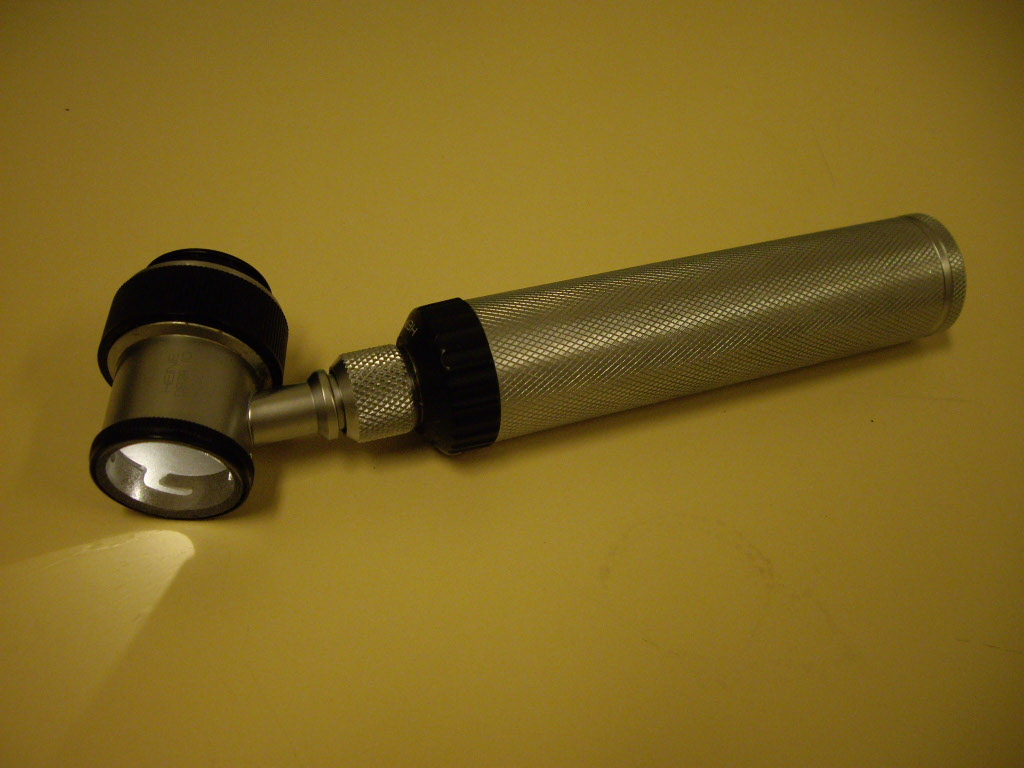
Dermatoskop immersyjny
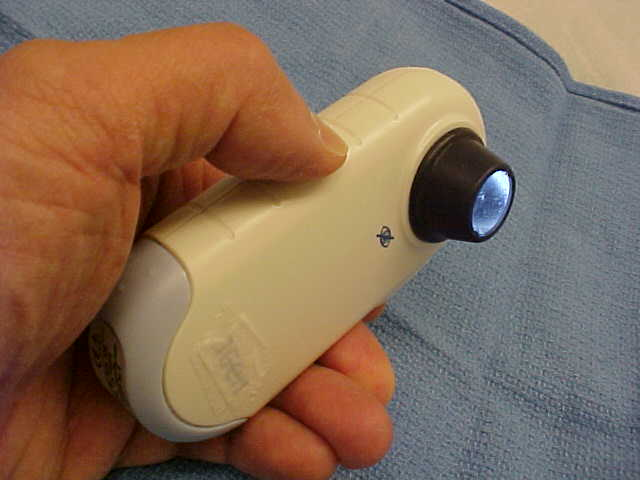
Dermatoskop ze światłem spolaryzowanym

Przeczytaj ostrzeżenie dotyczące informacji medycznych i pokrewnych zamieszczonych w Wikipedii.